# 繸瓣无心菜
繸瓣无心菜（学名：Arenaria fimbriata）是石竹科无心菜属的植物，是中国的特有植物。分布于中国大陆的陕西、甘肃等地，生长于海拔3,000米至4,000米的地区，常生长在山坡草地和落叶松林下，目前尚未由人工引种栽培。

## 别名
繸瓣蚤缀（中国高等植物图鉴）